# Równanie Majorany
Równanie falowe, liniowe opisujące cząstkę o dowolnym ustalonym spinie s oraz dodatniej energii.
{\displaystyle (EI-c{\vec {\alpha }}{\vec {p}}-\beta Mc^{2})\psi =0,}
gdzie:
{\displaystyle I} – operator jednostkowy,
{\displaystyle {\vec {\alpha }},\beta } – pewne operatory hermitowskie,
{\displaystyle M} – dodatnia stała o wymiarze masy.
Aby uniknąć energii ujemnych Majorana założył, że operator {\displaystyle \beta } jest dodatnio określony. Założenie to dyskwalifikowało związek pomiędzy {\displaystyle E} i {\displaystyle p} jak było w przypadku równania Diraca.
Dzięki {\displaystyle \beta >0} zamiast {\displaystyle \psi } można równoważnie wprowadzić nową funkcję falową:
{\displaystyle {\tilde {\psi }}=\beta ^{1/2}\psi }
spełniającą równanie
{\displaystyle (\Gamma _{\mu }p^{\mu }-McI){\tilde {\psi }}=0,}
gdzie:
{\displaystyle \Gamma _{0}=\beta ^{-1},}
{\displaystyle \Gamma _{i}=-\beta ^{-1/2}\alpha ^{i}\beta ^{-1/2},}
{\displaystyle (p^{\mu })=(E/c,{\vec {p}}).}
Operatory {\displaystyle \Gamma _{\mu }} gdzie {\displaystyle \mu =0,1,2,3} są hermitowskie. Funkcjonał działania odpowiadający równaniu Majorany ma postać:
{\displaystyle S=\int d^{4}x{\tilde {\psi }}^{\dagger }(\Gamma _{\mu }p^{\mu }-McI){\tilde {\psi }}.}